# 加藤勝康
加藤 勝康（かとう かつやす、1924年1月 - ）は、日本の経営学者。博士（経済学）（東北大学・論文博士・1997年）。東北大学名誉教授。元経営学史学会理事長。2004年瑞宝中綬章。

## 略歴
東京都生まれ。1944年東京外国語学校露西亜語貿易科卒業、1951年東京商科大学（現一橋大学）卒業。1997年博士（経済学）（東北大学）の学位を取得。ウィラメット大学経営学博士。
1960年神奈川大学経済学部専任講師、1964年滋賀大学経済学部助教授、1968年名古屋市立大学経済学部教授、1982年東北大学経済学部長、1987年青山学院大学国際政治経済学部教授、1993年から2003年まで青森公立大学学長。後同大顧問、弘前大学運営諮問会議会長、青森県県情報公開審査会会長代理等を歴任。
青森公立大には開学前の準備段階から関わり、組織論の知見を使いアメリカ型大学として設立、1993年学長に就任した。学長就任から退任後1年3ヶ月を含む11年間にわたり、神奈川県川崎市の自宅にある大学が設置した電話の料金が大学特別会計から支出されていたことが判明し、問題となった。これに対し大学管理者の佐々木誠造青森市長は、緊急連絡用に設置したものであると設置の正当性を定例会見で説明した。